# Chapelle de la Trinité de Lyon
Pour les articles homonymes, voir Chapelle de la Trinité.
La chapelle de la Trinité est une église baroque désacralisée située dans le 2e arrondissement de Lyon et ouverte désormais comme une salle de concerts. Édifié par les Jésuites au début du XVIIe siècle, ce bâtiment du collège de la Trinité (aujourd'hui collège-lycée Ampère) a notamment abrité au XVIIIe siècle un premier observatoire astronomique au cœur de la ville, qui deviendra l'observatoire de Lyon à son transfert à Saint-Genis-Laval.

## Histoire

### Construction
La « chapelle » fit partie des bâtiments du Grand Collège et est édifiée entre 1617 et 1622 dans le style baroque, par le frère jésuite architecte Étienne Martellange. Elle est consacrée comme église en 1622 par François de Sales,. C'est le premier bâtiment ecclésiastique de style baroque de Lyon avec l'église de l'église Saint-Bruno des Chartreux, dans un contexte de Contre-Réforme.
Elle est utilisée et gérée par les jésuites pour être destinée aux élèves du collège. En 1754, elle est redécorée par l'architecte urbaniste lyonnais Jean-Antoine Morand, avec notamment l'utilisation du marbre de Carrare.

### L'observatoire astronomique
Lors d'un passage à Lyon, Dominique Cassini membre de l'Académie Royale des Sciences persuade son correspondant, le Père Jean de Saint-Bonnet, de créer un observatoire astronomique à Lyon. Celui-ci le fait construire en 1702 au-dessus du fronton de l'église. Ce sera le premier observatoire de Lyon. L'édifice était constituée d'une salle de plan rectangulaire éclairée de quatre baies rectangulaires percées aux quatre points cardinaux et voûtée à l'impériale. Au-dessus de cette salle, s'élevaient deux petites tours comportant chacune 202 marches et posées sur trompe. Il connaîtra sa période de plus grande activité de 1740 à 1762 sous la direction de Laurent Béraud qui aura notamment Joseph Lalande comme élève.

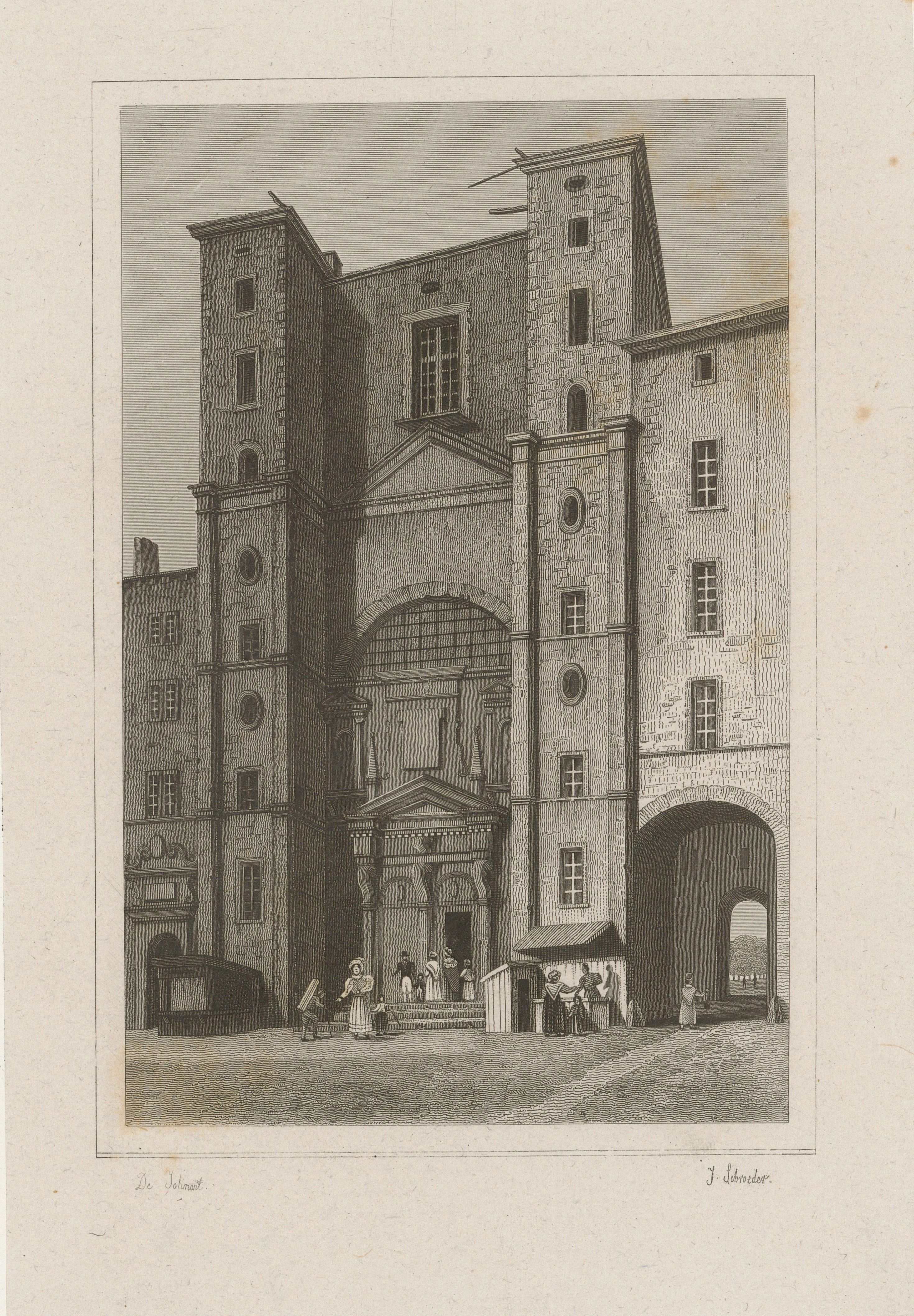
Façade de l'église de la Trinité avec l'observatoire visible en haut des tours (vers 1830).
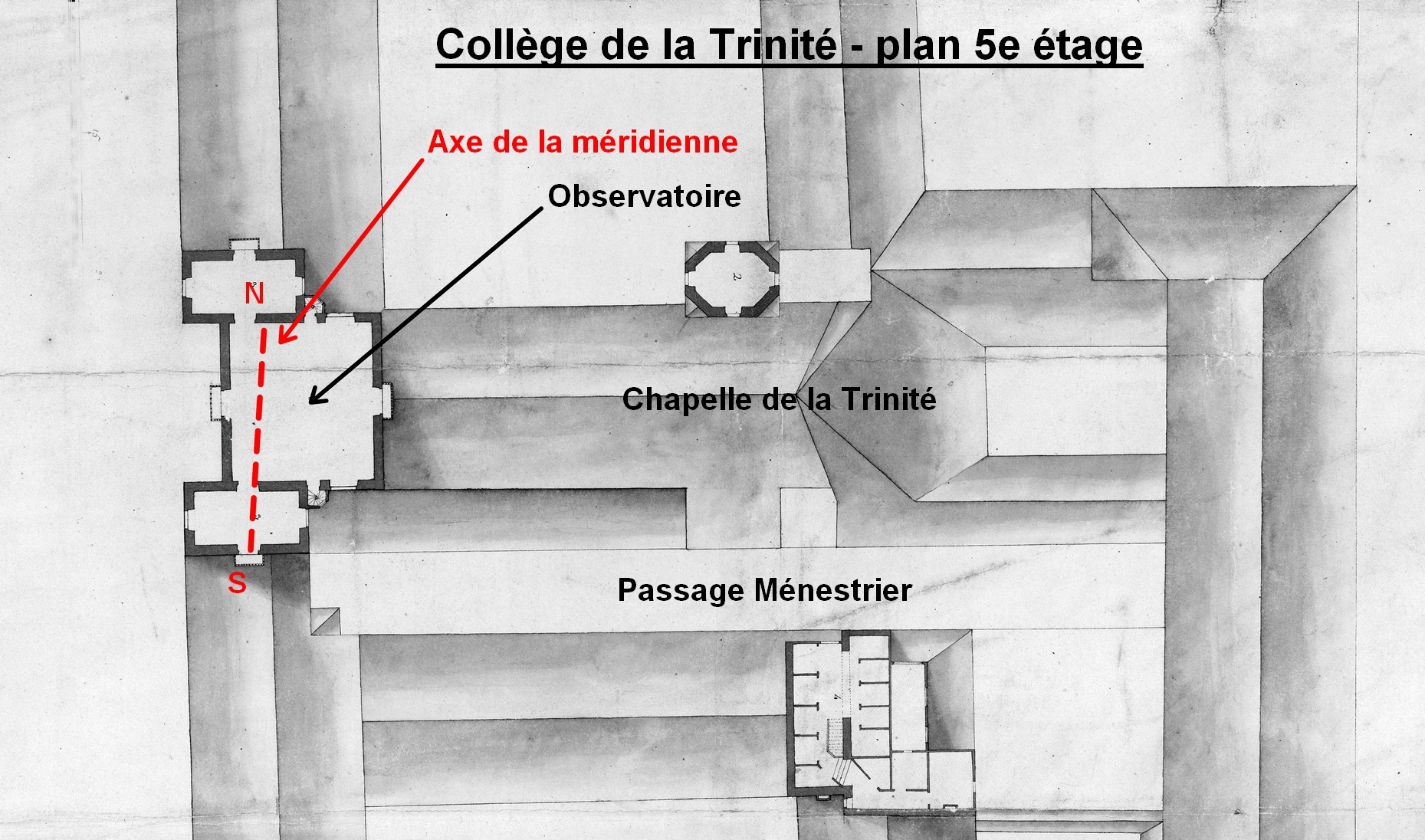
Schéma d'emplacement de l'observatoire (2019).

L'observatoire sera en grande partie détruit en octobre 1793 pendant le siège de Lyon. En 1817, François Clerc le fait restaurer mais il n'est plus au niveau des besoins de l'astronomie de l'époque. À la suite de la création de la faculté des sciences de Lyon, l'observatoire déménage au palais Saint-Pierre en 1863, mais les observations de qualité y seront impossibles. Seule l'ancienne salle basse est conservée en étant réaffectée, sur le sol de la réserve se trouvent encore les vestiges de la méridienne.

### Napoléon Ieret la Consulte de Lyon

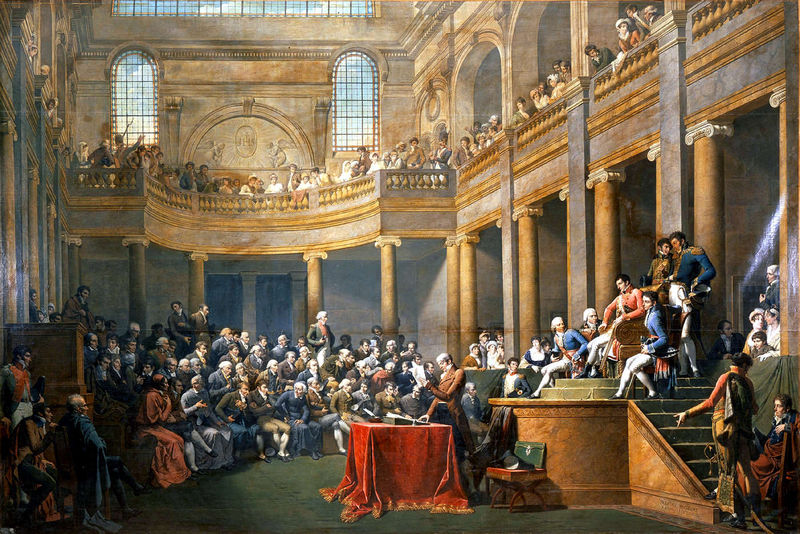
La consulte de la République cisalpine réunie en comices à Lyon pour décerner la présidence au premier consul, 26 janvier 1802 - Nicolas-André Monsiau, 1806-08.

Du 11 au 26 janvier 1802, elle accueille la Consulte de Lyon, réunion extraordinaire au cours de laquelle Napoléon Ier préside une assemblée de plus de quatre-cent-cinquante députés et transforme la République cisalpine en la République italienne.

### Oubli et classement
La chapelle est désacralisée en 1920, ses orgues sont vendues à la commune de Saint-Chef en Isère, et elle sert même de salle de gymnastique de 1930 à 1937. Elle fait l'objet d’un classement au titre des monuments historiques depuis le 23 août 1939. Restaurée dans les années 1990 par la municipalité de Lyon et la région Rhône-Alpes, pour un coût de 1 700 000 euros, elle abrite de nos jours régulièrement des concerts de musique classique ainsi que des conférences pour le festival Quais du Polar.